# Măldăeni
Măldăeni es una comuna ubicada en el distrito de Teleorman, Rumania.

## Superficie
Posee una superficie de 76,99 kilómetros cuadrados.

## Demografía
Hasta 2021 la población era de 3559 habitantes, con una densidad de población de 46,23 habitantes por kilómetro cuadrado.